# Palais Epang
Le palais Epang (chinois : 阿房宫 ; pinyin : ēpáng gōng) était un complexe palatial Chinois construit pendant le règne de l'empereur Qin Shi Huang, premier empereur de Chine et fondateur de l'éphémère dynastie Qin. Il est situé à l'ouest de  Xi'an, la capitale de la province de Shaanxi. Les archéologues pensent que seule la salle correspondant au hall d'entrée a été achevé avant que la capitale ne soit mise à sac en 206 avant notre ère.

## Nom
Il existe trois prononciations différentes du nom du palais : Epang, Efang et Afang. La prononciation à considérer comme étant la « correcte » a fait l'objet de nombreux débats, le Dictionnaire de caractères de Kangxi préconisant Epang et le Xiandai hanyu guifan cidian préconisant Efang,,:161–2.
Sima Qian, un historien de la Dynastie Han et auteur du Shiji, n'explique pas la signification du nom, mais Yan Shigu, qui écrit un commentaire du Shiji sous la dynastie Tang, fournit trois explications possibles :
- La première est que le nom fait référence à la largeur des pièces (fang) du palais.
- La deuxième est que E est un nom local désignant une colline, et que le nom est censé suggérer la hauteur d'une pièce sur une colline.
- La troisième est que le caractère fang est parfois prononcé pang, ce qui signifie à côté, et que le palais a été nommé ainsi parce qu'il se trouvait à côté de la capitale des Qin, Xianyang[3].

## Histoire
Après avoir unifié par la force les Royaumes combattants en 221 avant notre ère, Qin Shi Huang prend un certain nombre de mesures pour asseoir son autorité, notamment en se donnant un titre, communément traduit en occident par « Empereur », qui n'était auparavant utilisé que pour les figures semi-divines. Parmi ces mesures figurent un certain nombre de grands projets de construction, tels que la construction de routes et de murs de défense. L'un de ces projets est la construction d'un grand palais sur la rive sud de la rivière Wei, à l'extérieur de la capitale Xianyang. Le plan du palais est censé refléter les principes de la cosmologie Chinoise,.
La construction du palais commence en 212 avant notre ère et continue après la mort de Qin Shi Huang, qui survient deux ans plus tard; ce bien que les travaux aient dû être retardés d'un an pour se concentrer sur la construction du tombeau de l'empereur défunt au mont Li. Qin Er Shi, le fils et successeur de Qin Shi Huang, a laissé l'image d'un souverain inefficace, qui a grandement affaibli le pouvoir des Qin. Après une série de luttes de pouvoir compliquées et sanglantes, Qin Er Shi est contraint de se suicider à la suite des pressions de son ancien homme de confiance, l'eunuque Zhao Gao. Peu de temps après, la dynastie Qin s'effondre.
Selon Sima Qian, la ville de Xianyang tombe entre les mains du chef rebelle Liu Bang en 206 avant notre ère. Il profite de sa victoire peu de temps, car il est rapidement chassé de l'ancienne capitale des Qin par Xiang Yu, un autre chef rebelle, qui met la ville à sac et réduit en cendres les palais des Qin. Bien que Sima Qian ne le mentionne pas explicitement, les historiens ont longtemps supposé que le palais d'Epang faisait partie de ceux qui avaient brûlé.
Dans le Shiji, Sima Qian décrit les dimensions du palais comme étant d'environ 690 m de long sur 116 de large. Mais des études modernes des ruines ont démontré que la plate-forme en terre battue qui servait de fondation au palais mesurait 1,320 m d'est en ouest, 420m du nord au sud, pour 8m de hauteur. Les archéologues responsables de ces fouilles, ont suggéré que les dimensions indiquées dans le récit de Sima Qian devaient être comprises comme étant celles que devait faire le palais si les travaux avaient été mené à leur terme, d'où cet écart.

### Douze colosses de métal
Toujours selon Sima Qian, l'empereur fait fondre douze statues monumentales en bronze pour son palais, les Douze Colosses de Métal, pesant chacune environ 70 tonnes. Ces statues de bronze sont très célèbres dans la Chine ancienne et font l'objet de nombreux commentaires, jusqu'à ce qu'elles soient perdues ou détruites vers le 4e siècle de notre ère:

« 收天下兵, 聚之咸陽, 銷以為鍾鐻金人十二, 重各千石, 置廷宮中. 一法度衡石丈尺. 車同軌. 書同文字.

trad:
"Il (Ndt: Qin Shi Huang) rassembla les armes de Tous-ceux-vivant-sous-le-Ciel (Ndt : une expression désignant l'ensemble du peuple chinois) à Xianyang, les fondit en douze statutes de bronze, du même type que celui des cloches, pesant chacune 1000 dan [environ 70 tonnes], et les exposa dans le palais. Il unifia les lois, les poids et les mesures, normalisa la largeur des essieux des chars et le système d'écriture." »

— Extrait du Shiji par l'historien Sima Qian (c. 145–86 av. J.C), d'après le Huainanzi de  Liu An, vers 139 av. J.C

## Archéologie

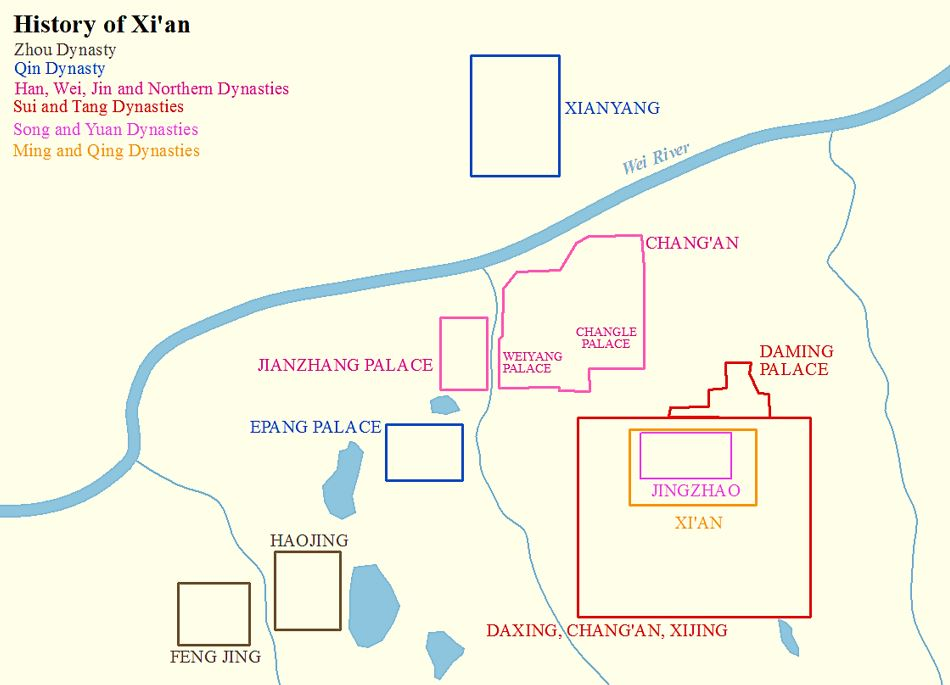
Localisation du Palais, à l'ouest de Xi'an (en bleu)
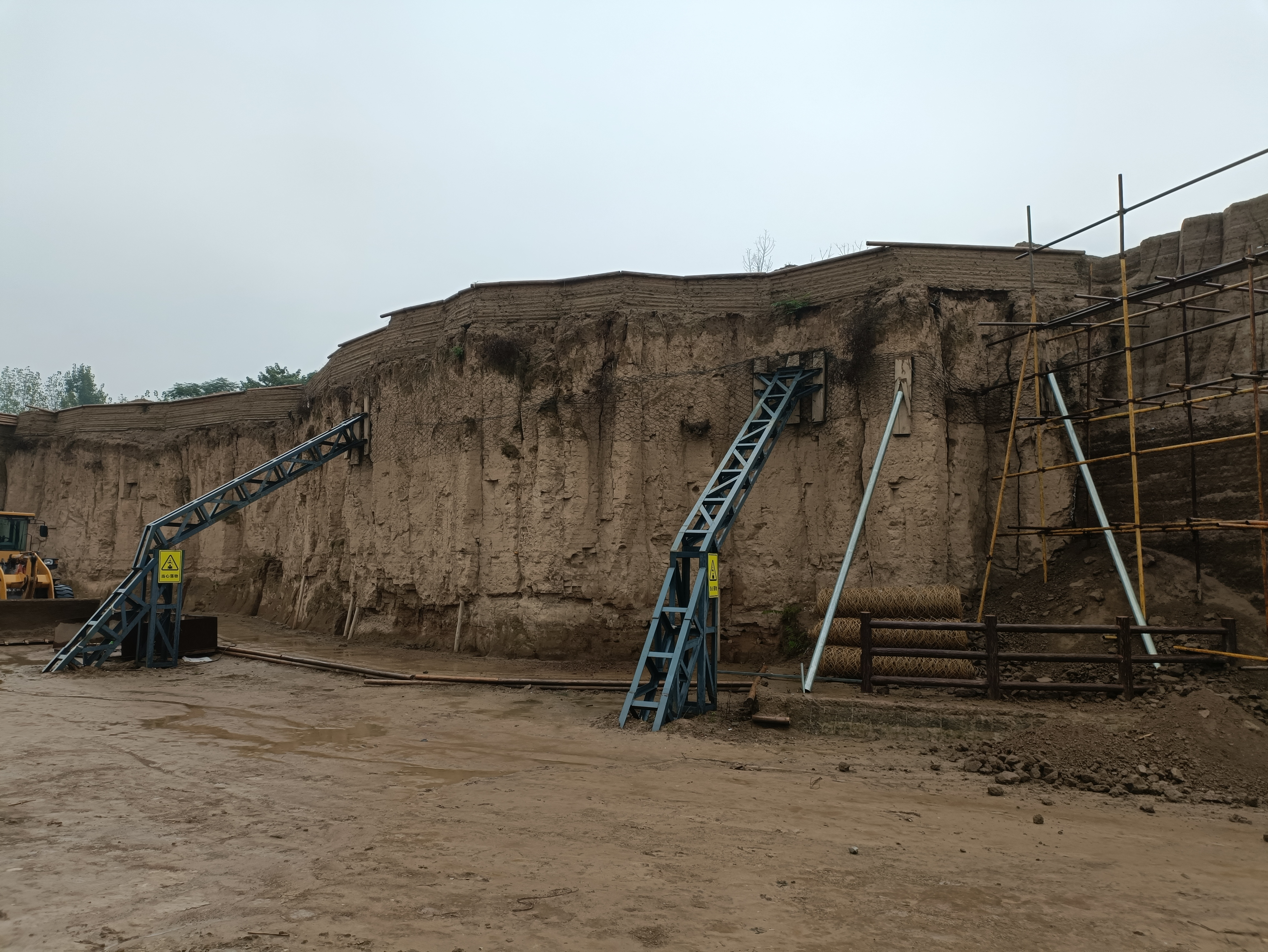
Excavation de la face ouest de la plate-forme en terre battue
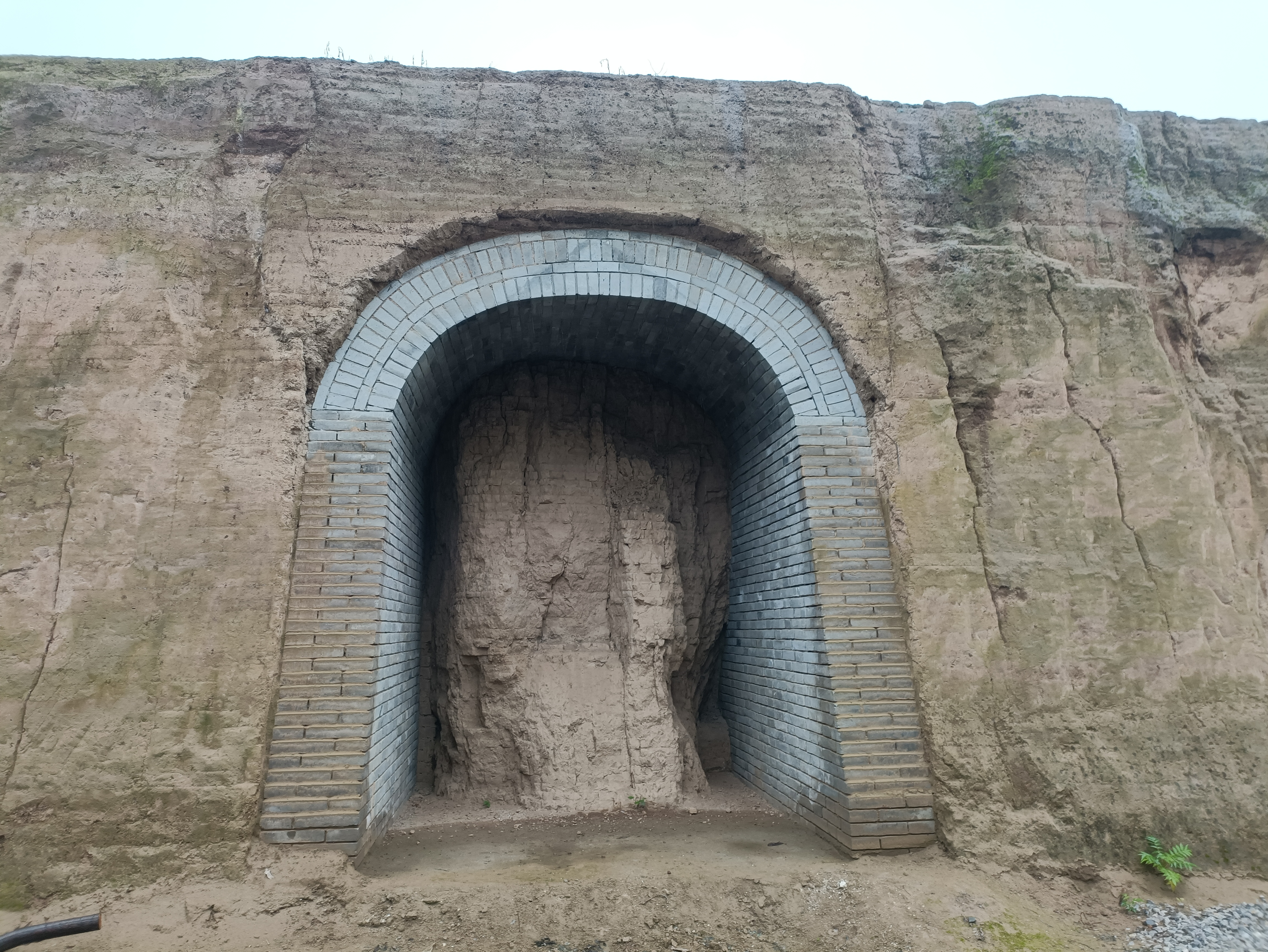
Une porte du Palais
Divers objets trouvé sur le site lors des fouilles

L'emplacement exact du palais d'Epang n'est pas mentionné dans le Shiji de Sima Qian, ce qui n'empêche pas plusieurs auteurs d'exposer leurs théories à ce sujet dans d'autres ouvrages
Le site archéologique du palais a été découvert pour la première fois en 1923, sur la base de rapports locaux. Ce n'est qu'après la Seconde Guerre mondiale et la fin de la guerre civile Chinoise que Su Bingqi et He Shixing ont pu confirmer l'emplacement. Après plusieurs décennies de fouilles, il a été confirmé que seul le hall d'entrée avait été construit sous la dynastie Qin, ce qui contredit les récits littéraires faisant état d'un palais opulent. Les archéologues émettent même l’hypothése que seulement un mur aurait été construit sur les fondations en terre battue.
Depuis 1961, le site du palais est inscrit sur la liste des Sites historiques et culturels majeurs protégés au niveau national (N° 1-151).

## Références culturelles

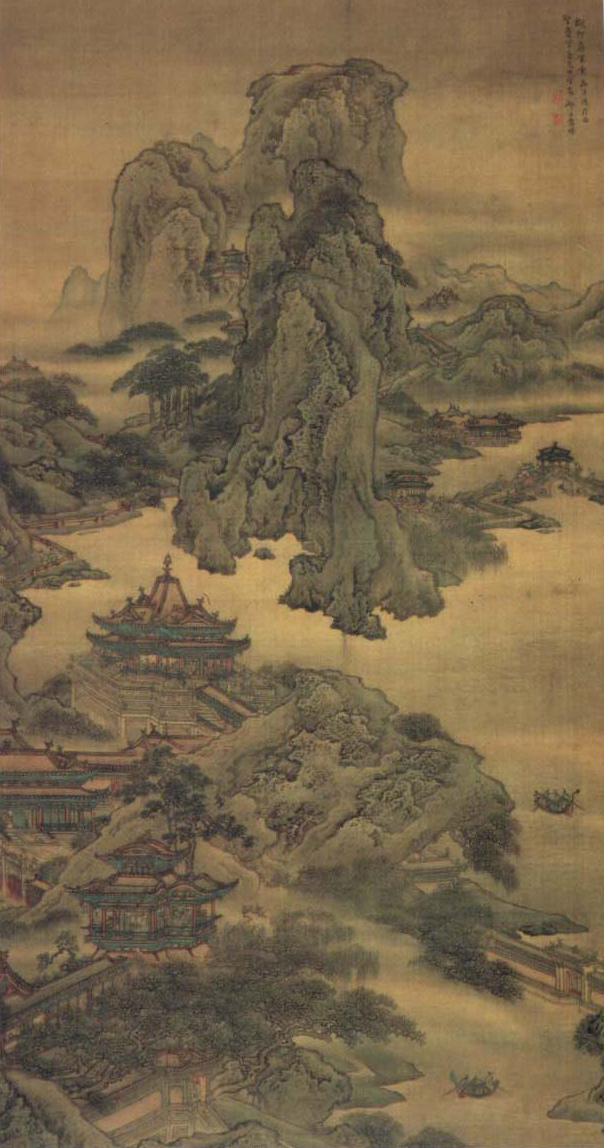
représentation au lavis du palais datant de la dynastie Qing et peinte par Yuan Yao)
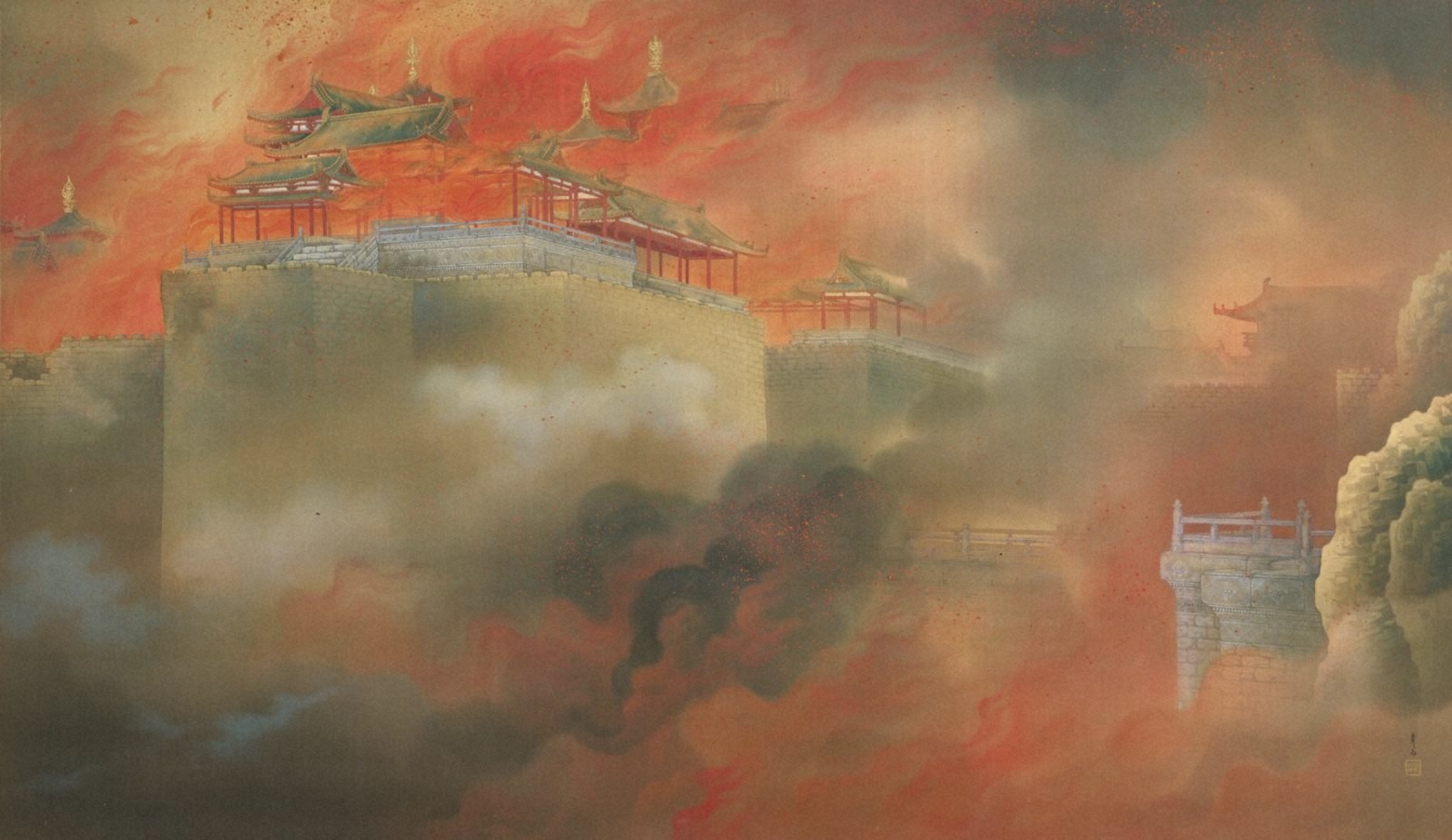
Peinture de Kiumra Buzan représentant l'incendie du palais